# Middenrijns voetbalkampioenschap 1931/32
In 1931/32 werd het vierde Middenrijns voetbalkampioenschap gespeeld, dat georganiseerd werd door de West-Duitse voetbalbond. 
FV 1911 Neuendorf werd kampioen en plaatste zich voor de West-Duitse eindronde. Voor vicekampioenen was er geen eindronde meer. De kampioenen bestreden elkaar in de knock-outfase en Neuendorf verloor meteen van SpVgg Sülz 07.

## Bezirksliga

### Groep I - Rechterrijn
| Plaats | Club                    | Wed. | W  | G | V  | Saldo | Ptn.  |
| ------ | ----------------------- | ---- | -- | - | -- | ----- | ----- |
| 1.     | FV 1911 Neuendorf       | 18   | 16 | 1 | 1  | 76:27 | 33:3  |
| 2.     | FV Engers 1907          | 18   | 13 | 1 | 4  | 64:48 | 27:9  |
| 3.     | SC Koblenz 1900/02      | 18   | 10 | 2 | 6  | 42:29 | 22:14 |
| 4.     | VfR 1907 Limburg        | 18   | 7  | 3 | 8  | 43:39 | 17:19 |
| 5.     | SV 1911 Elz             | 18   | 7  | 3 | 8  | 35:34 | 17:19 |
| 6.     | SV 1919 Horressen       | 18   | 5  | 6 | 7  | 31:31 | 16:20 |
| 7.     | FC Germania Metternich  | 18   | 4  | 6 | 8  | 31:55 | 14:22 |
| 8.     | SV 1911 Niederlahnstein | 18   | 4  | 5 | 9  | 32:43 | 13:23 |
| 9.     | SC Oberlahnstein 09     | 18   | 4  | 5 | 9  | 32:47 | 13:23 |
| 10.    | SSV Boppard 1920        | 18   | 1  | 6 | 11 | 31:64 | 8:28  |

|  | Geplaatst voor de finale |
|  | Play-off voor de finale  |
|  | Degradatie               |

### Groep II - Linkerrijn
| Plaats | Club                    | Wed. | W | G | V | Saldo | Ptn.  |
| ------ | ----------------------- | ---- | - | - | - | ----- | ----- |
| 1.     | TuS Mayen 1886          | 18   |   |   |   | 65:20 | 26:10 |
| 2.     | SC 07 Bad Neuenahr      | 18   |   |   |   | 43:30 | 26:10 |
| 3.     | SVgg 1910 Andernach     | 18   |   |   |   | 40:25 | 23:13 |
| 4.     | FC Fortuna Kottenheim   | 18   |   |   |   | 47:44 | 21:15 |
| 5.     | FV Niederbieber Wied    | 18   |   |   |   | 41:42 | 17:19 |
| 6.     | SV Rheinland 1914 Mayen | 18   |   |   |   | 35:46 | 17:19 |
| 7.     | FC Preußen 07 Koblenz   | 18   |   |   |   | 38:50 | 16:20 |
| 8.     | VfB Lützel              | 18   |   |   |   | 27:43 | 15:21 |
| 9.     | SC 1904 Neuwied         | 18   |   |   |   | 37:43 | 13:23 |
| 10.    | SC 07 Moselweiß         | 18   |   |   |   | 32:63 | 6:30  |

Play-off
|  |                |       |                    |  |
|  | TuS Mayen 1886 | 3 – 1 | SC 07 Bad Neuenahr |  |
|  |                |       |                    |  |

## Finale
Heen
|  |                |       |                   |  |
|  | TuS Mayen 1886 | 1 – 1 | FV 1911 Neuendorf |  |
|  |                |       |                   |  |

Terug
|  |                   |       |                |  |
|  | FV 1911 Neuendorf | 4 – 2 | TuS Mayen 1886 |  |
|  |                   |       |                |  |